# Diversidad sexual en Baltimore

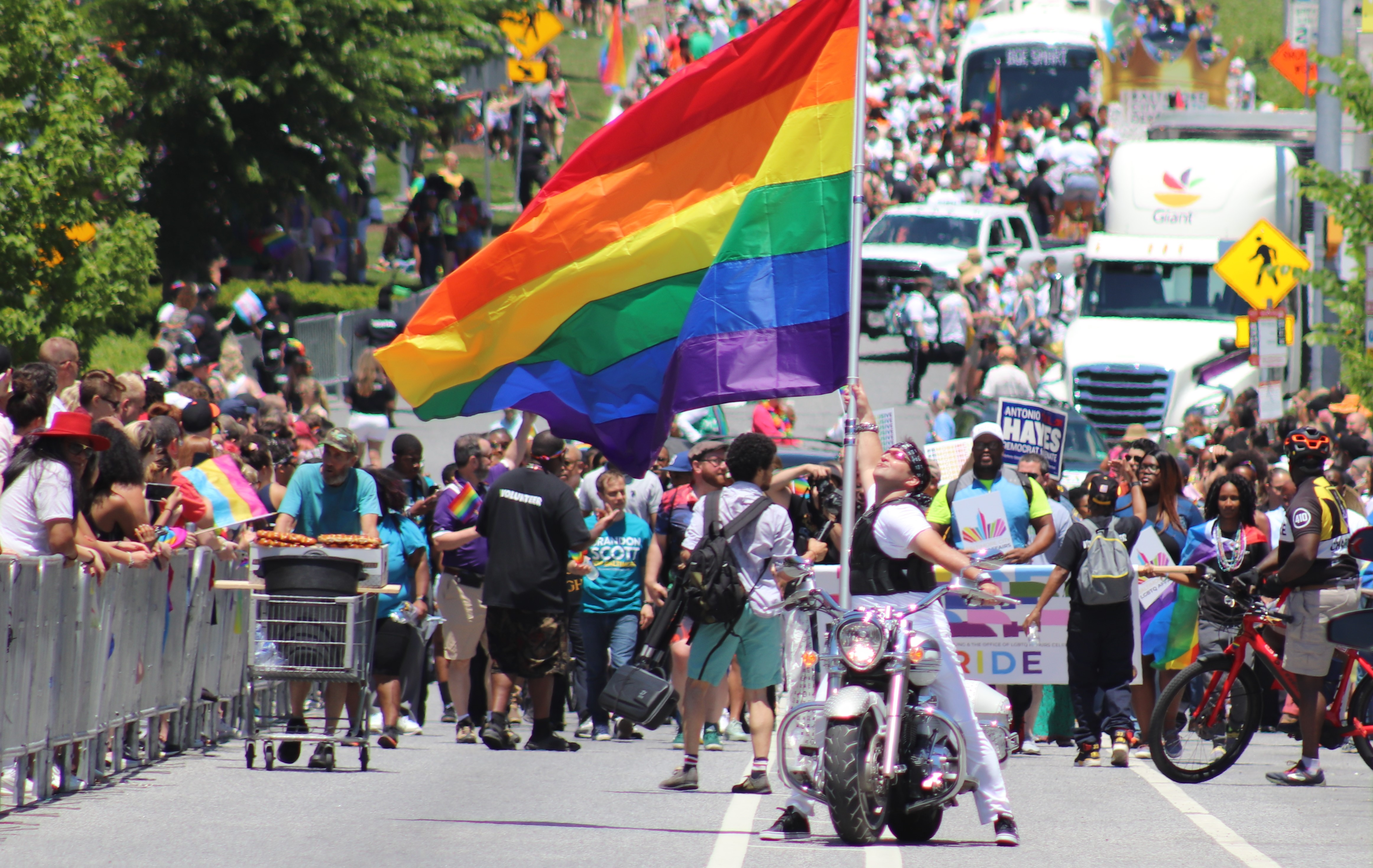
Edición de 2019 de la Marcha del Orgullo LGBT de Baltimore.

La diversidad sexual en Baltimore, Maryland, es una parte importante de la cultura de esta ciudad estadounidense. Mount Vernon, conocido como el barrio LGBT de Baltimore, es el centro de las comunidades de lesbianas, gais, bisexuales y transgénero de la ciudad.

## Historia
En 1931, el diario Baltimore Afro-American realizó una cobertura de un drag ball local. El artículo detalló la "salida del armario de los nuevos debutantes en la sociedad gay". Durante esa época, la cultura ball estadounidense comenzaba a convertirse en algo común en ciudades como Baltimore, Chicago y Nueva York . En referencia al evento, el Baltimore Afro-American afirmó en su artículo que "la salida del armario de los nuevos debutantes a la sociedad homosexual fue el momento destacado de la octava fiesta anual de invertidos de Baltimore desarrollada en el club de arte en el Elks' Hall".
En 1955, 162 hombres y mujeres homosexuales fueron arrestados bajo cargos de alteración del orden público en el Pepper Hill Club en North Gay Street. Este hecho constituyó la redada más grande de un club nocturno en la historia de Baltimore. Los arrestos se realizaron después de que algunos clientes masculinos, en su mayoría homosexuales, fueran vistos besándose. Después de la redada de Pepper Hill, el jefe del equipo antivicio de la ciudad de Baltimore testificó ante el tribunal que había advertido al club nocturno que no permitiera que los homosexuales se congregaran. Cuando los cargos contra los copropietarios del club, Victor Lance y Morton Cohen, fueron desestimados por el juzgado, sus partidarios estallaron gritos de celebración. 
En 1978, hombres homosexuales y bisexuales afroamericanos ayudaron a fundar la Coalición de Gais Negros DC-Baltimore (ahora conocida como Coalición DC) para atender a los afroamericanos LGBT en el área metropolitana de Baltimore-Washington.
Leon's, el primer bar gay de Baltimore, inició sus operaciones en 1957. Ha funciondo de forma continua desde entonces, por lo que es considerado el bar LGBT más antiguo de la ciudad. Durante la década de 1890, el local en el que se ubica el bar era conocido como Georgia's Tap Room. El nombre actual del bar proviene de Leon Lampe, propietario del bar en los años 30. El bar sobrevivió durante la época de la prohibición funcionando como bar clandestino y después de la Segunda Guerra Mundial se hizo conocido como un lugar frecuentado por artistas y beatniks, tanto homosexuales como heterosexuales. Leon's se convirtió oficialmente en un bar gay en 1957, aunque el bar atraí a una clientela gay desde muchos años antes. En los primeros días del bar, cuando la homosexualidad era ilegal y muchos clientes ocultaban su orientación sexual, era costumbre preguntar a los clientes en la puerta: "¿Eres amigo de Dorothy?". Esta era la frase parte del argot LGBT que ayudaba a los hombres homosexuales a identificarse entre sí, haciendo referencia al personaje de Dorothy Gale de Judy Garland en el filme El mago de Oz (1939).

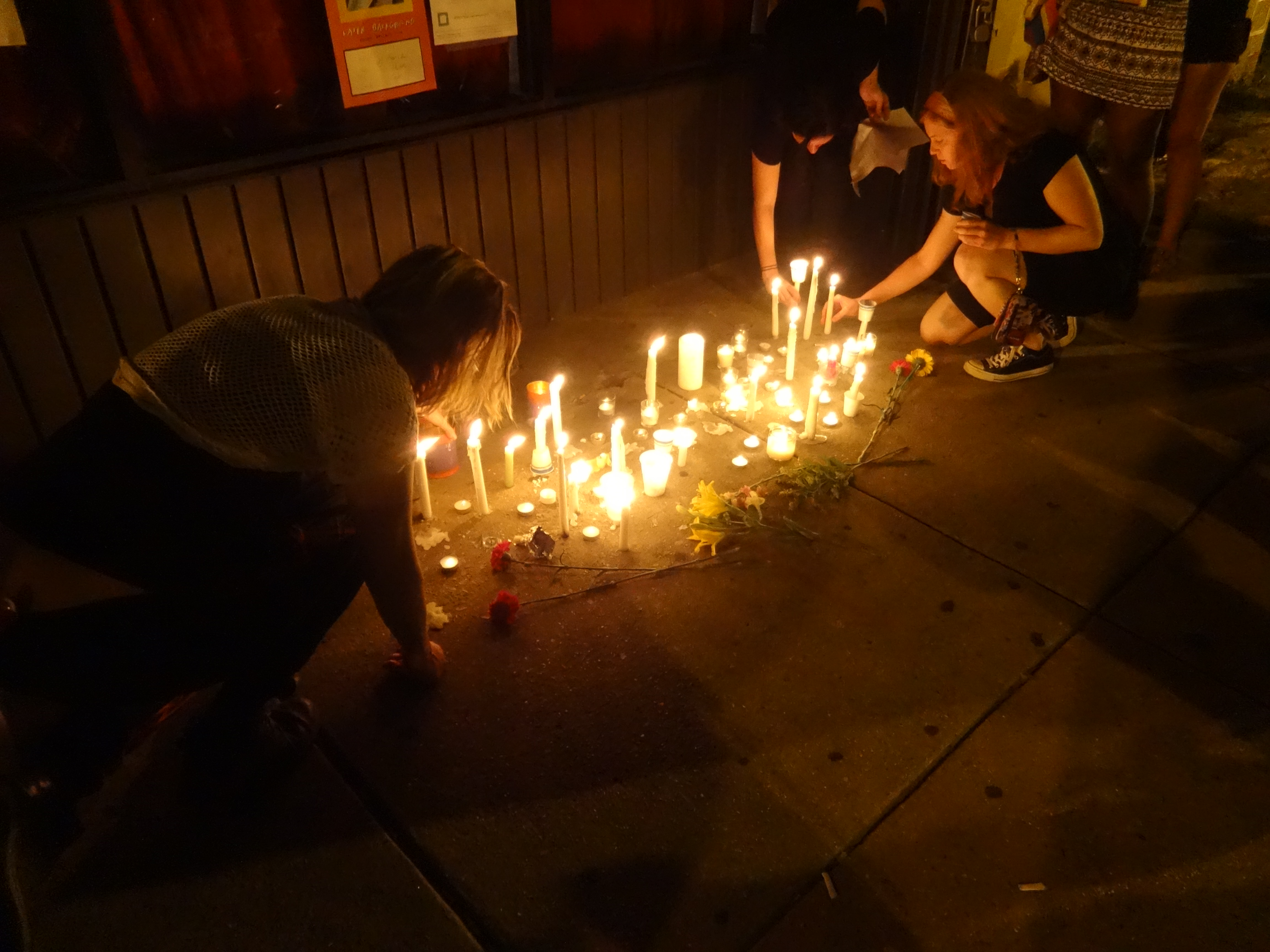
Vigilia en Baltimore en 2016 en honor a las víctimas de la masacre de Pulse en Orlando.

Mount Vernon comenzó a convertirse en un barrio LGBT con el establecimiento del Centro Comunitario de Gais y Lesbianas de Baltimore (GLCCB) en 1977, ahora conocido como el Centro del Orgullo de Maryland. Algunos hitos en cuanto a la representación y visibilidad de las personas LGBT de la ciudad durante esta época incluyen la primera marcha del orgullo local, que tuvo lugar en 1975 y la creación de la Clínica de Salud GLCCB en 1980.

### SigloXXI
En 2018, la alcaldesa de Baltimore, Catherine Pugh, firmó una orden ejecutiva que otorgó reconocimiento a las empresas propiedad de personas LGBT en Baltimore. Esta orden colocó a estas empresas en la misma categoría que las empresas propiedad de mujeres y minorías en Baltimore a las que se les otorgan ciertos porcentajes de incentivos y trabajo de productos o servicios en contratos de la ciudad.
The Hippo, un club LGBT histórico de Baltimore, anunció que cerraría sus puertas en 2015, después de 43 años en funcionamiento. Lo mismo ocurrió pocos años después con Club Bunns, un club LGBT ubicado cerca de Lexington Market que atraía principalmente a una clientela masculina afroestadounidense gay, y que cerró en febrero de 2019 tras de 30 años de atención.
En abril de 2019, el Ayuntamiento de Baltimore votó de forma unánime a favor de una ordenanza que permitiera a los estudiantes transgénero usar los nombres y pronombres de su elección, así como usar los baños que estuvieran acorrde con su identidad de género.
También en 2019, uno de los clubes nocturnos LGBT más grandes de Baltimore, Grand Central, anunció que cerraría tras la compra por parte de nuevos propietarios. Grand Central estaba ubicado en 1001-1003 N. Charles Street, en Mount Vernon. 
Aunque Baltimore históricamente tuvo una activa vida nocturna lésbica, la mayoría de los bares y clubes para mujeres lesbianas han cerrado con el pasar de los años. Para 2016, solo quedaban dos bares de lesbianas: Sappho's de Grand Central, y The Attic. Tras del cierre de Grand Central en 2020, The Attic quedó como el único club nocturno lésbico de la ciudad. The Attic es un salón y comedor en el piso de arriba del bar Flavor en Mount Vernon y está abierto los fines de semana.

## Eventos

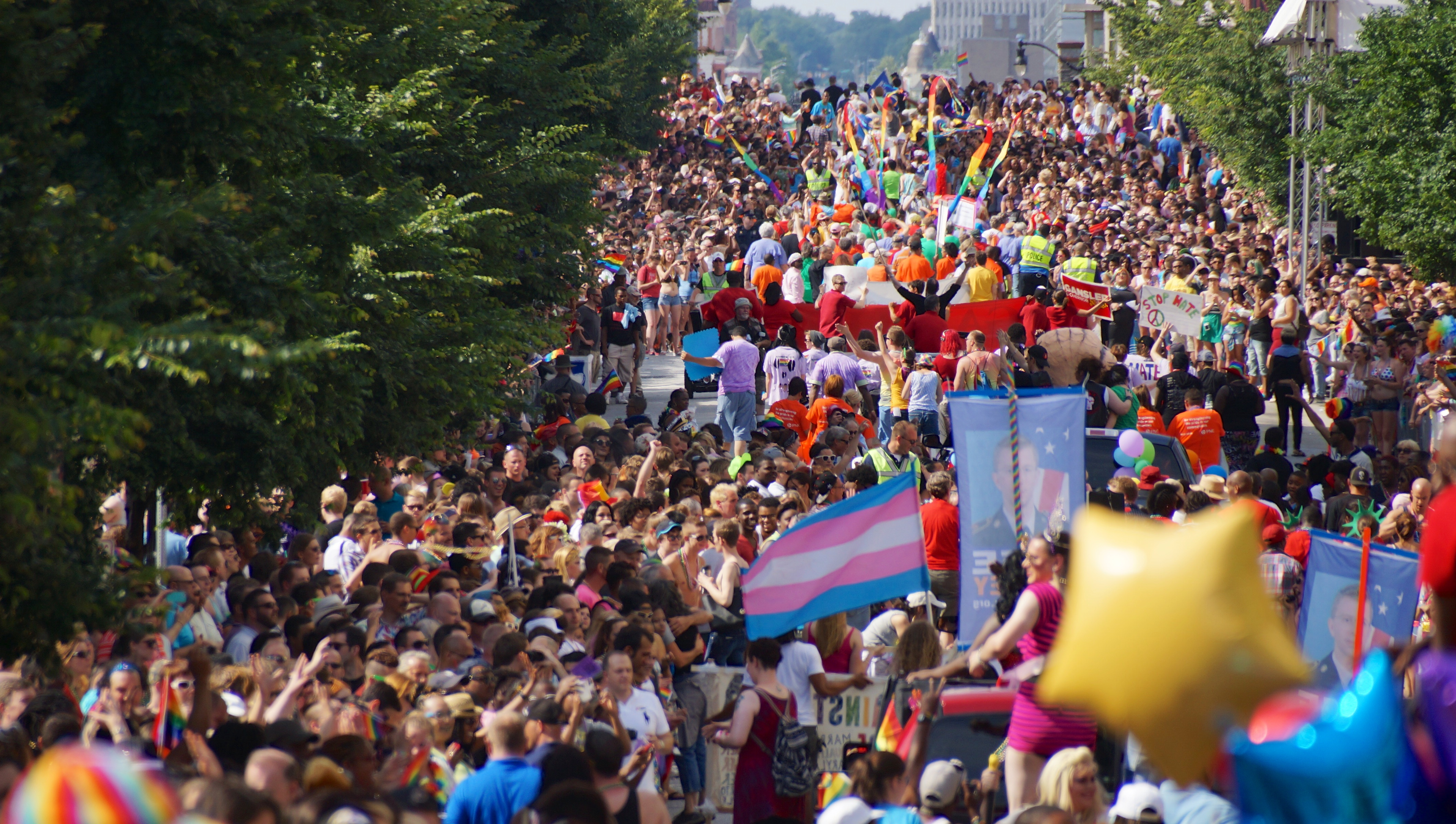
Participantes de la marcha del orgullo de Baltimore de 2013.

El orgullo de Baltimore es una de las celebraciones del orgullo LGBT más antiguas de los Estados Unidos. En 2019, el orgullo de Baltimore celebró su evento anual número 44. El fin de semana del orgullo en Baltimore se lleva a cabo del 14 al 16 de junio. El primer día del fin de semana del evento incluye una marcha del orgullo en Charles Village y la fiesta del Orgullo de Baltimore en Station North. El segundo día consiste en el Festival del Orgullo de Baltimore que se lleva a cabo en el Parque Druid Hill.

## Organizaciones
El Centro del Orgullo de Maryland es una organización sin fines de lucro que presta servicios a la población de lesbianas, gais, bisexuales y transgénero de Baltimore y su área metropolitana. El Centro ofrece dos grupos para lesbianas: SILhouette - Lesbianas espiritualmente sintonizadas, un grupo de lesbianas religiosas; y Sistahs of Pride, un grupo de lesbianas afroestadounidenses. El centro también promueve varios grupos para personas transgénero, entre ellos Akanni, Baltimore Trans Masculine Alliance (BTMA) y Tranquility, un grupo de apoyo para mujeres trans.
BPT Charm City (Bi & Proud Together) es una organización con sede en Baltimore que organiza un grupo de apoyo mensual para personas que se identifican como bisexuales, pansexuales o fluidas, y que se fundó en junio de 2014. La organización se formó para cultivar un espacio para la comunidad bisexual, debido a la marginación percibida tanto de las comunidades heterosexuales como de las comunidades LGBT.
Debido a la falta de apoyo para los latinos gais, lesbianas, bisexuales y transgénero en Baltimore, en 2016 se creó una organización llamada IRIS (Individualidad, Respeto, Integridad y Sexualidad) para atender a la comunidad latina LGBT de la ciudad.

## Literatura y medios de prensa
En 2015, la historiadora y activista feminista lesbiana Louise Parker Kelley publicó la obra LGBT Baltimore, una historia pictórica de la comunidad LGBT local.
Gay Life fue un periódico que abordaba temas sobre la cultura gay publicado por el Centro del Orgullo de Maryland. Se distribuyó en Baltimore y en toda la región del Atlántico Medio. En 2016, Gay Life fue vendido y posteriormente se fusionó con el periódico LGBT Baltimore OUTloud.

## Religión

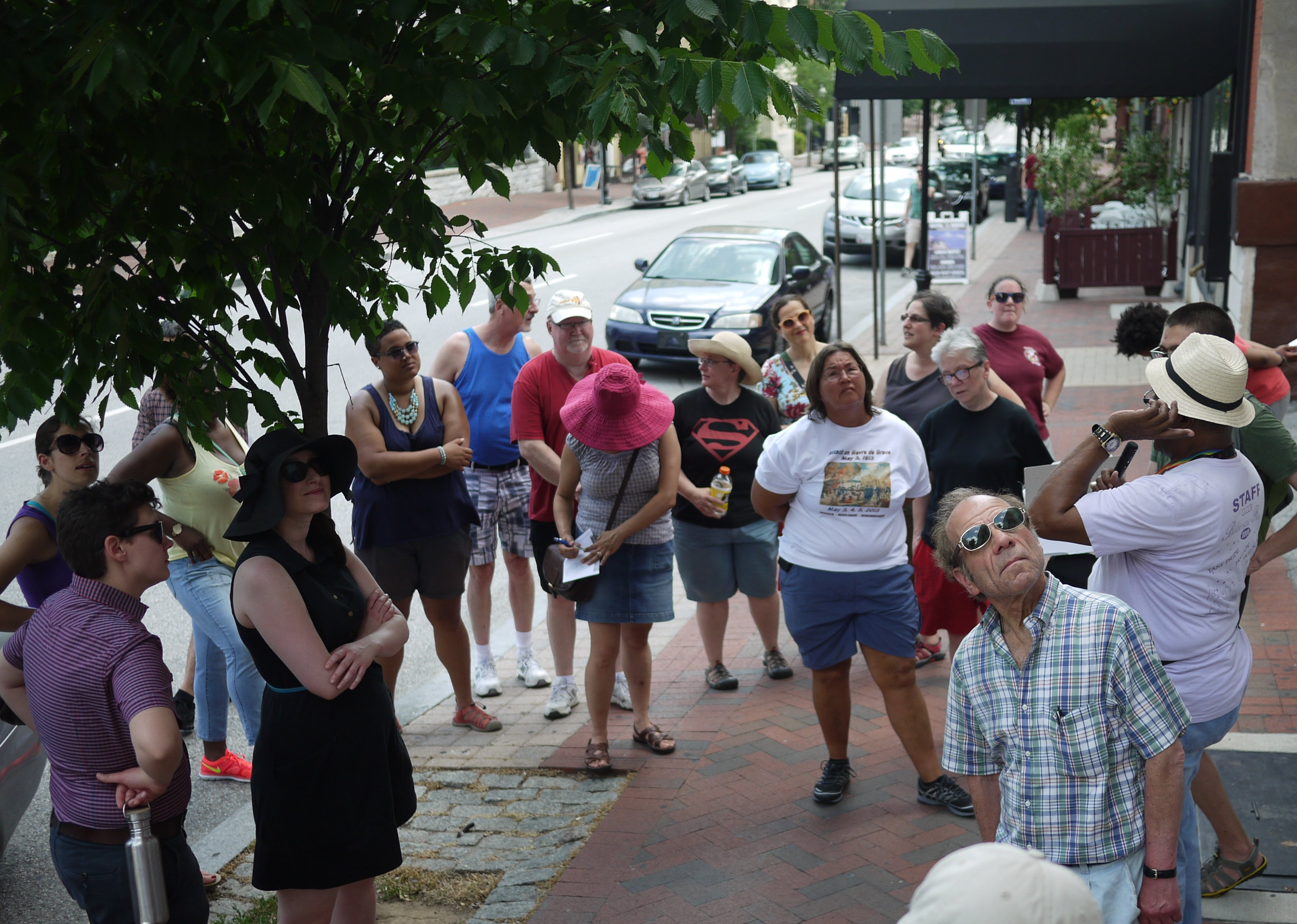
Tour patrimonial LGBT en Mount Vernon en 2015.

Muchas personas LGBT en Baltimore son cristianas o provienen de entornos cristianos. La Unity Fellowship Church de Baltimore, encabezada por el reverendo Harris Thomas, es una iglesia que sirve a cristianos afroamericanos y otros cristianos LGBT afroestadonidenses. Unity Fellowship es la rama local de un movimiento nacional que atiende a cristianos LGBT de color. La Unity Fellowship Church de Baltimore está ubicada en Old York Road y tiene una congregación de alrededor de 150 personas. 
Además de cristianos, Baltimore tiene población considerable de judíos LGBT. JQ Baltimore es una organización con sede en la ciudad que lucha por la inclusión LGBT dentro de la comunidad judía. Mindy Dickler, una madre judía ortodoxa, cofundó JQ Baltimore después de que su hijo se declarara gay durante Rosh Hashaná. Muchas sinagogas reformistas, reconstruccionistas y conservadoras en Baltimore aceptan a la comunidad LGBT. El rabino Mark Loeb, rabino principal de la Congregación Beth El, una sinagoga conservadora en Baltimore, ha dado la bienvenida a los judíos LGBT afirmando que "le estamos diciendo a la comunidad de judíos homosexuales que hay muchos rabinos en la RA inclinados a servirles como compañeros judíos".